# Mid-Season Invitational 2022
Mid-Season Invitational 2022 (abreviado como MSI 2022) fue la séptima edición del torneo Mid-Season Invitational del videojuego multijugador en línea League of Legends, organizada por su empresa desarrolladora Riot Games, que se disputó en Busan, Corea del Sur, del 10 al 29 de mayo de 2022. En el torneo compitieron once equipos de los torneos profesionales de mayor nivel de League of Legends en el mundo. El equipo Royal Never Give Up de China derrotó al equipo surcoreano T1 por 3 a 2 en la final, coronándose por tercera vez campeón de un torneo Mid-Season Invitational.

## Información general
El torneo tuvo lugar en Busan, Corea del Sur, en dos sedes: el Busan Esports Arena para la fase de grupos y la sala de exhibiciones del Centro de Convenciones y Exposiciones de Busan para las fases de rumble y eliminatoria. Esta edición del MSI, a diferencia de su predecesora, no otorga el pase directo al Campeonato Mundial. Los equipos participantes compitieron por su cuota parte del premio, de un pozo común de US$250 000. La canción oficial de esta edición es «Set It Off», de los artistas surcoreanos de hip hop DPR LIVE y DPR CLINE.

## Formato
En el torneo compitieron equipos representantes de once regiones y la competencia se divide en tres etapas:
- una fase de grupos disputada del 10 al 15 de mayo, en donde los equipos se disponen en dos grupos de cuatro y uno de tres, en donde compitieron todos contra todos ida y vuelta al mejor de una partida (excepto el de tres integrantes, que fue una ronda cuádruple) dentro de su respectivo grupo;[1]
- una fase de rumble que tuvo lugar del 20 al 24 de mayo, en la cual los dos mejores equipos de cada grupo en la fase anterior jugaron partidas todos contra todos de ida y vuelta;[1] y
- una fase eliminatoria del 27 al 29 de mayo, en donde los contendientes jugaron partidas al mejor de cinco juegos en las semifinales y la final.[1]

## Equipos clasificados
Los equipos clasificados al MSI 2022 se distribuyeron en cuatro bombos, que suelen representar el nivel de cada región, a partir de los cuales surgió la distribución en grupos.
| Bombo | Equipo              | Abr. | Liga  | Región                                      |
| ----- | ------------------- | ---- | ----- | ------------------------------------------- |
| 1     | T1                  | T1   | LCK   | Corea del Sur                               |
| 1     | Royal Never Give Up | RNG  | LPL   | China                                       |
| 1     | G2 Esports          | G2   | LEC   | Europa                                      |
| 2     | Evil Geniuses       | EG   | LCS   | América del Norte                           |
| 2     | PSG Talon           | PSG  | PCS   | Taiwán, Hong Kong, Macao y Sudeste Asiático |
| 2     | Saigon Buffalo      | SGB  | VCS   | Vietnam                                     |
| 3     | Team Aze            | AZE  | LLA   | América Latina                              |
| 3     | Istanbul Wildcats   | IW   | TCL   | Turquía                                     |
| 4     | Red Canids          | RED  | CBLOL | Brasil                                      |
| 4     | DetonatioN FocusMe  | DFM  | LJL   | Japón                                       |
| 4     | ORDER               | ORD  | LCO   | Oceanía                                     |

No hay equipos representantes de la League of Legends Continental League (LCL) debido a que el torneo de primavera y el resto de la actividad competitiva en 2022 de esta región fue cancelado por la invasión rusa de Ucrania de 2022.

## Sedes
| Busan, Corea del Sur       |
| -------------------------- |
| Busan Esports Arena, BEXCO |
| Busan                      |

El MSI 2022 se disputó en la ciudad de Busan, Corea del Sur, en donde las sedes fueron el Busan Esports Arena para la fase de grupos y el Centro de Convenciones y Exposiciones de Busan (BEXCO) para la segunda fase y la fase final.
El equipo representante de la League of Legends Pro League (LPL) de China Royal Never Give Up no compitió presencialmente sino que lo hizo de forma remota, ya que según afirmó la directora global de Esports de Riot Games, Naz Aletaha debido a que no les era posible viajar por las fuertes restricciones por la crisis de COVID-19 en China, que en caso de viajar no podrían haber estado a tiempo para las clasificatorias de verano y los Juegos Asiáticos de 2022. Aletaha además dijo que para tener una competitividad justa todas las partidas se disputarían a unos 35 milisegundos de ping, establecidos artificialmente con una herramienta de latencia de red. Esta medida fue cuestionada por miembros de la comunidad de League of Legends en redes sociales debido a que con los Juegos Asiáticos pospuestos, no habría habido impedimento para que el equipo chino viajara a Corea del Sur y que los jugadores profesionales están acostumbrados a jugar con un ping más bajo de entre 8 y 9 milisegundos.

## Fase de grupos
Los grupos quedaron dispuestos de la siguiente forma:

### Grupo A
| # | Equipo             |     | T1  | SGB | DFM | AZE |   | PG | PP |
| - | ------------------ | --- | --- | --- | --- | --- | - | -- | -- |
| 1 | T1                 | T1  |     | 2-0 | 2-0 | 2-0 | 6 | 0  |    |
| 2 | Saigon Buffalo     | SGB | 0-2 |     | 2-0 | 2-0 | 4 | 2  |    |
| 3 | DetonatioN FocusMe | DFM | 0-2 | 0-2 |     | 1-1 | 1 | 5  |    |
| 3 | Team Aze           | AZE | 0-2 | 0-2 | 1-1 |     | 1 | 5  |    |

| 10 de mayo de 2022 | T1 | 1:0 | Saigon Buffalo |  |  |

| 10 de mayo de 2022 | Team Aze | 0:1 | DetonatioN FocusMe |  |  |

| 11 de mayo de 2022 | DetonatioN FocusMe | 0:1 | Saigon Buffalo |  |  |

| 11 de mayo de 2022 | Team Aze | 0:1 | T1 |  |  |

| 12 de mayo de 2022 | Saigon Buffalo | 1:0 | Team Aze |  |  |

| 12 de mayo de 2022 | T1 | 1:0 | DetonatioN FocusMe |  |  |

| 15 de mayo de 2022 | Team Aze | 0:1 | Saigon Buffalo |  |  |

| 15 de mayo de 2022 | DetonatioN FocusMe | 0:1 | T1 |  |  |

| 15 de mayo de 2022 | Saigon Buffalo | 1:0 | DetonatioN FocusMe |  |  |

| 15 de mayo de 2022 | T1 | 1:0 | Team Aze |  |  |

| 15 de mayo de 2022 | DetonatioN FocusMe | 0:1 | Team Aze |  |  |

| 15 de mayo de 2022 | Saigon Buffalo | 0:1 | T1 |  |  |

### Grupo B
| # | Equipo              |     | RNG | PSG | RED | IW  |   | PG | PP |
| - | ------------------- | --- | --- | --- | --- | --- | - | -- | -- |
| 1 | Royal Never Give Up | RNG |     | 2-0 | 2-0 | 2-0 | 6 | 0  |    |
| 2 | PSG Talon           | PSG | 0-2 |     | 1-1 | 2-0 | 3 | 3  |    |
| 3 | Red Canids          | RED | 0-2 | 1-1 |     | 1-1 | 2 | 4  |    |
| 4 | Istanbul Wildcats   | IW  | 0-2 | 0-2 | 1-1 |     | 1 | 5  |    |

| 10 de mayo de 2022 | Red Canids | 1:0 | PSG Talon |  |  |

| 11 de mayo de 2022 | Istanbul Wildcats | 1:0 | Red Canids |  |  |

| 12 de mayo de 2022 | PSG Talon | 1:0 | Istanbul Wildcats |  |  |

| 13 de mayo de 2022 | PSG Talon | 1:0 | Red Canids |  |  |

| 13 de mayo de 2022 | Royal Never Give Up | 1:0 | Istanbul Wildcats |  |  |

| 13 de mayo de 2022 | Istanbul Wildcats | 0:1 | PSG Talon |  |  |

| 13 de mayo de 2022 | Red Canids | 0:1 | Royal Never Give Up |  |  |

| 13 de mayo de 2022 | Red Canids | 1:0 | Istanbul Wildcats |  |  |

| 13 de mayo de 2022 | PSG Talon | 0:1 | Royal Never Give Up |  |  |

| 14 de mayo de 2022 | Istanbul Wildcats | 0:1 | Royal Never Give Up |  |  |

| 14 de mayo de 2022 | Royal Never Give Up | 1:0 | PSG Talon |  |  |

| 14 de mayo de 2022 | Royal Never Give Up | 1:0 | Red Canids |  |  |

### Grupo C
| # | Equipo        |     | G2  | EG  | ORD |   | PG | PP |
| - | ------------- | --- | --- | --- | --- | - | -- | -- |
| 1 | G2 Esports    | G2  |     | 4-0 | 4-0 | 8 | 0  |    |
| 2 | Evil Geniuses | EG  | 0-4 |     | 4-0 | 4 | 4  |    |
| 3 | ORDER         | ORD | 0-4 | 0-4 |     | 0 | 8  |    |

| 10 de mayo de 2022 | ORDER | 0:1 | G2 Esports |  |  |

| 10 de mayo de 2022 | Evil Geniuses | 0:1 | G2 Esports |  |  |

| 11 de mayo de 2022 | G2 Esports | 1:0 | Evil Geniuses |  |  |

| 11 de mayo de 2022 | Evil Geniuses | 1:0 | ORDER |  |  |

| 12 de mayo de 2022 | ORDER | 0:1 | Evil Geniuses |  |  |

| 12 de mayo de 2022 | G2 Esports | 1:0 | ORDER |  |  |

| 14 de mayo de 2022 | Evil Geniuses | 0:1 | G2 Esports |  |  |

| 14 de mayo de 2022 | Evil Geniuses | 1:0 | ORDER |  |  |

| 14 de mayo de 2022 | G2 Esports | 1:0 | ORDER |  |  |

| 14 de mayo de 2022 | G2 Esports | 1:0 | Evil Geniuses |  |  |

| 14 de mayo de 2022 | ORDER | 0:1 | Evil Geniuses |  |  |

| 14 de mayo de 2022 | ORDER | 0:1 | G2 Esports |  |  |

## Fase de rumble
Tendrá lugar del 20 al 24 de mayo.
| # | Equipo              |     | RNG | T1  | G2  | EG  | PSG | SGB |   | PG | PP |
| - | ------------------- | --- | --- | --- | --- | --- | --- | --- | - | -- | -- |
| 1 | Royal Never Give Up | RNG | —   | 1-1 | 1-1 | 2-0 | 2-0 | 2-0 | 8 | 2  |    |
| 2 | T1                  | T1  | 1-1 | —   | 1-1 | 1-1 | 2-0 | 2-0 | 7 | 3  |    |
| 3 | G2 Esports          | G2  | 1-1 | 1-1 | —   | 2-0 | 0-2 | 1-1 | 5 | 5  |    |
| 4 | Evil Geniuses       | EG  | 0-2 | 1-1 | 0-2 | —   | 2-0 | 2-0 | 5 | 5  |    |
| 5 | PSG Talon           | PSG | 0-2 | 0-2 | 2-0 | 0-2 | —   | 1-1 | 3 | 7  |    |
| 6 | Saigon Buffalo      | SGB | 0-2 | 0-2 | 1-1 | 0-2 | 1-1 | —   | 2 | 8  |    |

| 20 de mayo de 2022 | T1 | 0:1 | G2 Esports |  |  |

| 20 de mayo de 2022 | Evil Geniuses | 0:1 | Royal Never Give Up |  |  |

| 20 de mayo de 2022 | PSG Talon | 1:0 | Saigon Buffalo |  |  |

| 20 de mayo de 2022 | G2 Esports | 1:0 | Royal Never Give Up |  |  |

| 20 de mayo de 2022 | Saigon Buffalo | 0:1 | Evil Geniuses |  |  |

| 20 de mayo de 2022 | PSG Talon | 0:1 | T1 |  |  |

| 21 de mayo de 2022 | G2 Esports | 1:0 | Evil Geniuses |  |  |

| 21 de mayo de 2022 | Royal Never Give Up | 1:0 | PSG Talon |  |  |

| 21 de mayo de 2022 | T1 | 1:0 | Saigon Buffalo |  |  |

| 21 de mayo de 2022 | PSG Talon | 0:1 | Evil Geniuses |  |  |

| 21 de mayo de 2022 | Royal Never Give Up | 1:0 | T1 |  |  |

| 21 de mayo de 2022 | Saigon Buffalo | 0:1 | G2 Esports |  |  |

| 22 de mayo de 2022 | Evil Geniuses | 0:1 | T1 |  |  |

| 22 de mayo de 2022 | G2 Esports | 0:1 | PSG Talon |  |  |

| 22 de mayo de 2022 | Royal Never Give Up | 1:0 | Saigon Buffalo |  |  |

| 22 de mayo de 2022 | T1 | 1:0 | PSG Talon |  |  |

| 22 de mayo de 2022 | Royal Never Give Up | 1:0 | G2 Esports |  |  |

| 22 de mayo de 2022 | Evil Geniuses | 1:0 | Saigon Buffalo |  |  |

| 23 de mayo de 2022 | PSG Talon | 1:0 | G2 Esports |  |  |

| 23 de mayo de 2022 | T1 | 0:1 | Evil Geniuses |  |  |

| 23 de mayo de 2022 | Saigon Buffalo | 0:1 | Royal Never Give Up |  |  |

| 23 de mayo de 2022 | G2 Esports | 0:1 | T1 |  |  |

| 23 de mayo de 2022 | Saigon Buffalo | 1:0 | PSG Talon |  |  |

| 23 de mayo de 2022 | Royal Never Give Up | 1:0 | Evil Geniuses |  |  |

| 24 de mayo de 2022 | G2 Esports | 0:1 | Saigon Buffalo |  |  |

| 24 de mayo de 2022 | Evil Geniuses | 1:0 | PSG Talon |  |  |

| 24 de mayo de 2022 | Saigon Buffalo | 0:1 | T1 |  |  |

| 24 de mayo de 2022 | PSG Talon | 0:1 | Royal Never Give Up |  |  |

| 24 de mayo de 2022 | Evil Geniuses | 0:1 | G2 Esports |  |  |

| 24 de mayo de 2022 | T1 | 1:0 | Royal Never Give Up |  |  |

## Fase eliminatoria
Tendrá lugar del 27 al 29 de mayo.
|  | Semifinales | Semifinales         | Semifinales |    |                     | Final               | Final | Final |  |
|  |             |                     |             |    |                     |                     |       |       |  |
|  |             |                     |             |    |                     |                     |       |       |  |
|  | 1           | Royal Never Give Up | 3           |    |                     |                     |       |       |  |
|  | 1           | Royal Never Give Up | 3           |    |                     |                     |       |       |  |
|  | 4           | Evil Geniuses       | 0           |    |                     |                     |       |       |  |
|  | 4           | Evil Geniuses       | 0           |    | Royal Never Give Up | Royal Never Give Up | 3     |       |  |
|  |             |                     |             |    | Royal Never Give Up | Royal Never Give Up | 3     |       |  |
|  |             |                     | T1          | T1 | 2                   |                     |       |       |  |
|  | 2           | T1                  | T1          | T1 | 2                   | 3                   |       |       |  |
|  | 2           | T1                  |             |    |                     | 3                   |       |       |  |
|  | 3           | G2 Esports          | 0           |    |                     |                     |       |       |  |
|  | 3           | G2 Esports          | 0           |    |                     |                     |       |       |  |
|  |             |                     |             |    |                     |                     |       |       |  |